# 約翰·博伊德
約翰·博伊德（英語：John H. Boyd，1981年10月22日—）是美國的一位演員。他最著名的作品包括在福斯廣播公司電視劇24中飾演Arlo Glass角色。此外，他曾出演过奥斯卡获奖作品《逃离德黑兰》。从2014年至2017年，他在《識骨尋蹤》中出演FBI探員James Aubrey。